# Luca Ragazzi
Luca Ragazzi (Roma, 20 febbraio 1971) è un regista, sceneggiatore, giornalista e attore italiano.

## Biografia
Dopo aver studiato lettere e filosofia alla Sapienza, Luca Ragazzi si è iscritto, nel 1996, all'ordine dei giornalisti e si è occupato di critica cinematografica. Nel 1999, intraprende la sua relazione sentimentale con Gustav Hofer con il quale collaborerà sia come regista che come sceneggiatore.
Claudio Bonivento, nel 2000, gli assegna una piccola parte nel film Le giraffe, con Sabrina Ferilli e Veronica Pivetti. 
Nel 2008, Luca Ragazzi ha codiretto, con Gustav Hofer, il documentario Improvvisamente l'inverno scorso, incentrato sul tema dell'omosessualità che gli ha permesso di ottenere successo a livello internazionale: infatti, per questa pellicola, presentata al Festival internazionale del cinema di Berlino del 2008, ha ottenuto la menzione speciale del premio della giuria Manfred Salzgeber e il Nastro d'argento come miglior documentario nel 2009.
Sempre con Gustav Hofer, nel 2011, ha diretto e sceneggiato il documentario Italy: Love It, or Leave It, presentato al Milano Film Festival.

## Filmografia

### Regista e sceneggiatore
- Improvvisamente l'inverno scorso, co-regia con Gustav Hofer (2008)
- Italy: Love It, or Leave It, co-regia con Gustav Hofer (2011)
- What Is Left?, co-regia con Gustav Hofer (2014)
- Diktatorship - Fallo e basta!, co-regia con Gustav Hofer (2019)

### Attore
- Le giraffe, regia di Claudio Bonivento (2000)
- Vera, regia di Tizza Covi e Rainer Frimmel (2022)